# マンゴチ県
マンゴチ県（マンゴチけん、Mangochi）は、マラウイ南部州にある県であり、中心となる都市もマンゴチ（Mangochi Town）である。

## マンゴチ県
この県は6273km²の面積と61万0239人の人口を擁する。マラウイにおける商業の中心地の1つとして知られ、マラウイの全地区へ通じる主要な道路が敷設されているほか、東のモザンビーク国境ともシーレ川を渡った先の地点で道路で繋がっている。北部へ向かう道路は途中でサリマ県方面とモンキー・ベイ方面へ分岐しているほか、西部の道路はデッザ県の丘陵地域に通じている。南方の道路は、マチンガ県からゾンバ県まで坂道を上り、その先を進むと、かつての首都であったブランタイヤへと到着する。
マンゴチ県は、夏には猛烈に暑く、冬はマラウイ湖によって一帯が氾濫原となるため高湿度である。このマラウイ湖はアフリカで3番目の大きさを誇る湖であり、1859年9月18日にデイヴィッド・リヴィングストンによってヨーロッパに報告された。
他のアフリカの地域と同様にAIDSによって悩まされている地域であり、貧困な家庭、気候変動、社会的基盤の深刻な不足など、問題は山積みである。その一方で、非常に美しい観光地としても知られ、豊富な天然資源、チャンボなどの多種多様な魚、美しい太陽や砂浜などがある。ロッジも数多く存在するが、その中で最も高級なのがクラブ・マカコラ (Club Mac) である。マラウイ湖ではカバなどの野生動物に脅かされることなく泳ぐことが可能で、アフリカン・シクリッドのような美しい熱帯魚を観察できる。また、湖は数多くの野鳥の生息地ともなっており、マラウイの国鳥であるウミワシ（African Fish Eagle）やハクトウワシなどを見ることが可能である。その他、米の名産地として知られている。
この県の人口の多くはヤオ族からなる。